# 中華鱟
中華鱟，又名三棘鱟、小海鱟或東方鱟，是全世界4種鱟之一。

## 歷史
鱟魚在千多年前已有記載。唐劉恂在其嶺表錄異中寫道：「鱟魚，其殼瑩淨滑如青瓷碗，鏊（注音：ㄠˊ）背，眼在背上，口在腹下，青黑色。腹兩傍為六腳，有尾長尺餘，三棱如棕莖，雌常負雄而行。捕者必雙得之，若摘去雄者，雌者即自止背負之方行。腹中有子如綠豆，南人取之，碎其肉腳，和以為醬，食之。尾中有珠，如慄色黃。雌者小，置水中，即雄者浮，雌者沉。」

## 特徵
幼體：一齡鱟（剛孵化出的幼生體），外形似「三葉蟲」。頭胸甲寬約5~6mm，左右兩側的前緣，有一弧形深褐色線條，線條兩端有一對複眼分布，前方正中央有一對單眼。劍尾則藏於頭胸甲內（外觀上看不出尾節），外殼色偏淡黃帶點透明。，暫以「背部朝下」方式游泳。
- 成長：靠脫殼方式讓個體成長，每脫殼一次（稱做一齡），可讓體長增長1.3~1.4倍。一齡鱟（不脫殼），二齡鱟（3次脫殼/年），三齡鱟（2次脫殼/年），爾後每年脫殼一次，直至第13年（或脫殼15~16次）左右，雄體達到性成熟。雌體則得延至第14年（或脫殼16~17次）左右達到性成熟。

成熟體：體長約30~60公分，雌體體型一般大於雄體。體型外觀分三個部份（頭胸甲、腹甲、劍尾）。
- 頭胸甲部：
  - 上方：頭前一對單眼（感光用）、兩側方為一對複眼（尋找異性用）、偏位後則是長有一對硬刺（防衛用）。
  - 下方：其攝食口部位於頭胸甲下方中央，口邊有硬刺（用來磨碎食物）、一對鉗狀附肢（攝食協助肢）及另外五對附肢步足（第二、三附肢演化成勾狀，最後一對則為推進肢），此物種為全世界唯一的「肢口綱」動物。
  - 雌體頭胸部前緣完整，雄體頭胸部前緣兩邊則呈現凹陷狀。
- 腹甲：左右兩側，均各長有一排硬刺（防衛用_雌體僅有三對棘刺發達，雄體則全棘刺發達），下方則長有書腮五排（形似活頁狀、用於呼吸與游泳協助）、生殖孔、後方則為一排泄孔。
- 劍尾：形似刀劍狀（作用於防衛及翻覆時協助翻身）。

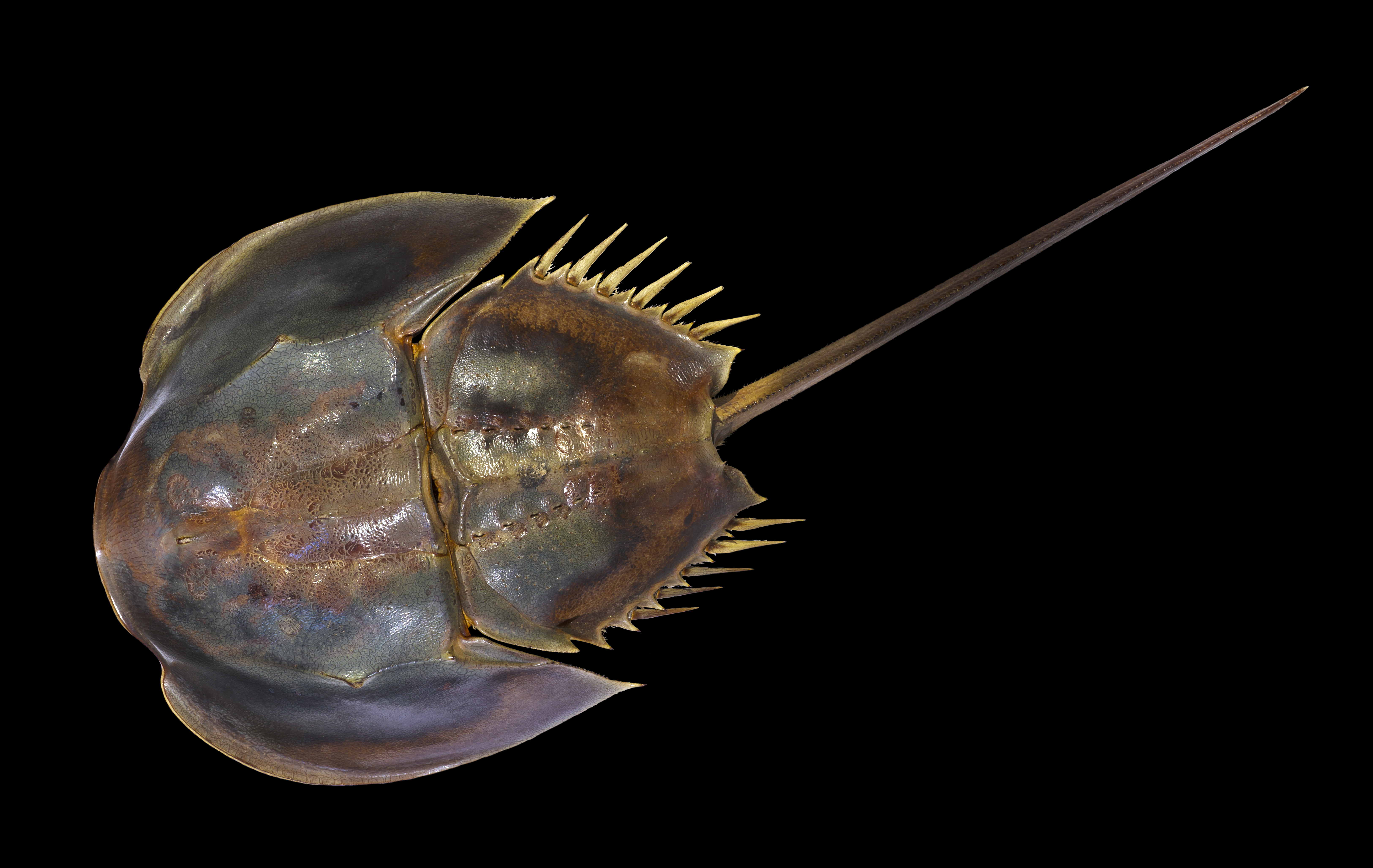
背視圖。
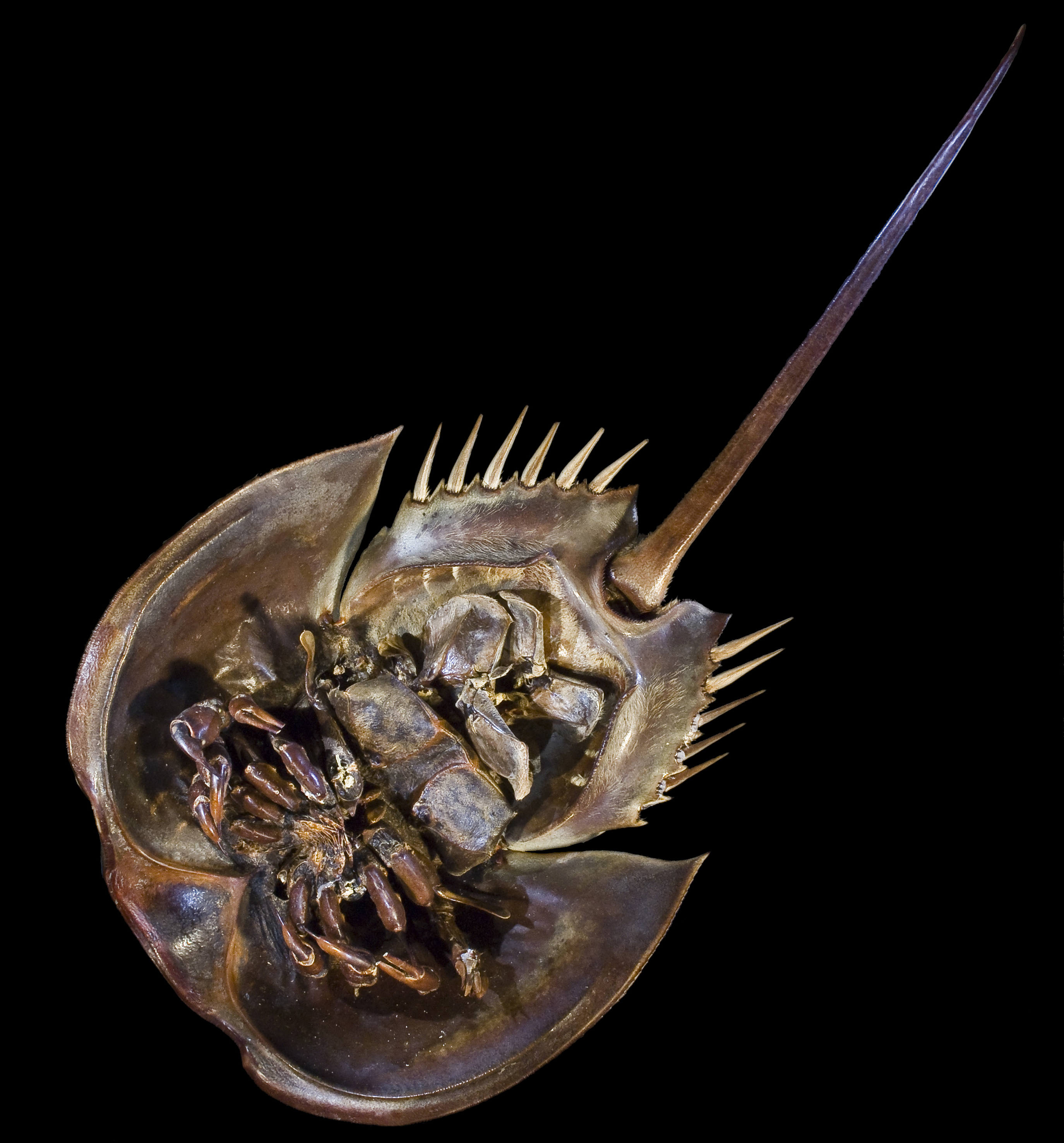
腹面觀。
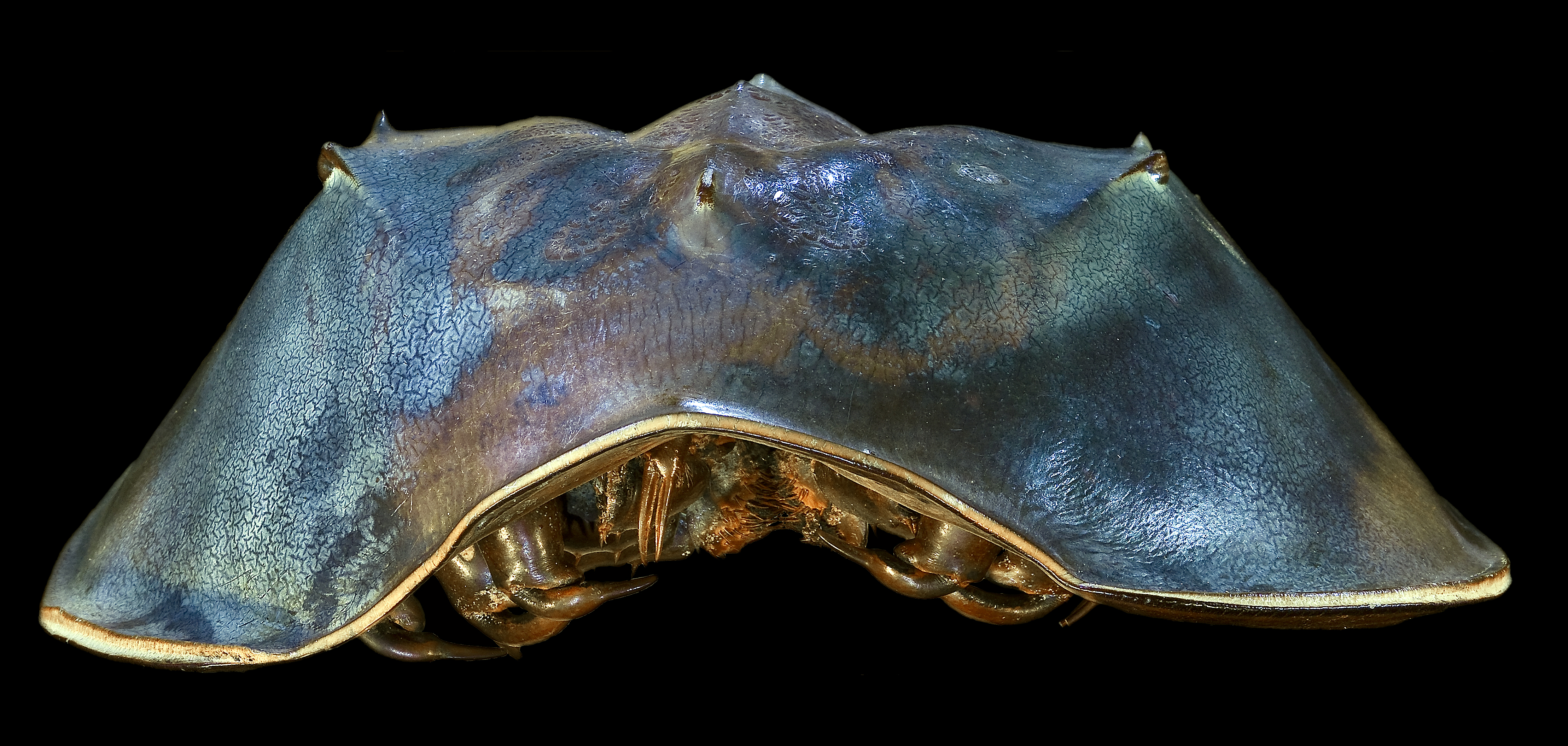
正面

## 分布和棲息地
中华鲎仅分布于太平洋西岸，自日本濑户内海开始，沿中国浙江、福建、广东、广西、海南、香港和金門、台湾沿岸，直到印度尼西亚爪哇岛北岸以北、苏门答腊岛印度洋东侧海域。
喜棲於風平浪靜，沙尼基質之淺灣處。每年四月下旬左右，於淺灣沙灘產卵。

## 行為
- 繁殖季節：每年四月至八月下旬止。
- 產卵行為：產卵時，雌體會將受精卵埋入深度約10公分的淺沙層裡，所生產的數量（視其個體大小）。雌體一般會分批生產，一窩卵數最高者曾達至1,200枚（少則40~50枚），一般數量均維持在300~500枚左右。
- 卵形：體呈球形（沉性）卵，外層附著一黃綠色絨毛膜卵殼。
- 孵育：若是採用人工水循環系統孵化協助，將於水溫28.5~30.5度C的環境下，約23~25天，鱟卵即可利用卵的內外壓差，讓膜殼破裂，吸取卵外海水浸入卵中，讓卵內既維持濕潤，又能讓胚胎處於類似海水一樣的小天地（孵化期約50天）。胚胎發育期中，於23~25天時，初始外型似「南瓜」，漸轉化為「銀杏葉型」，終極外型為「三葉蟲狀」。

## 保护
至2003年，中華鱟在日本濑户内海已几乎灭绝。2006年中华鲎在日本被评估为极危，2007年在越南被评为易危。2019年在IUCN红色名录被评估为濒危 。威胁主要来自于生境破坏和过度捕捞。
中華民國政府在農委會澎湖海洋生物研究中心、國立海洋生物博物館、嘉義縣鱟生態保育館、金門縣水產試驗所均有從事人工養殖保育復育的工作。三棘鱟目前尚未成為台灣保育類，但海洋委員會海洋保育署於2022年5月預告提出保育計畫。